# Мрак среди дня
«Мрак среди дня», (яп. 真昼の暗黒, махиру-но анкоку) — японский чёрно-белый фильм-драма, поставленный режиссёром Тадаси Имаи и выпущенный в прокат в 1956 году. Кинолента снята по книге Хироси Масаки «Судья». В ней Масаки, являвшийся адвокатом по делу об убийстве престарелых супругов Якай (действительно произошедшем в январе 1951 года в одном из селений префектуры Ямагути), анализируя это дело, разоблачает жестокость и несправедливость полиции и суда, приводит доказательства невиновности четырёх из пяти обвиняемых. Фильм стал общественным событием. В результате чего реальных обвиняемых признали невиновными, а фильм положил начало критике суда с экрана, что было ранее запрещено.

## Сюжет
Эта история произошла в 1951. В рыбацком селении Михара, расположенном на побережье Внутреннего моря пожилая супружеская пара стала жертвой грабежа и убийства. Полиция на основании неопровержимых улик задержала молодого человека Кодзиму, который признал себя виновным, но под пытками он также назвал имена ещё четверых  строительных рабочих из одной с ним артели, якобы его сообщников в преступлении. Канэко, молодая невеста Уэмуры, одного из задержанных парней верит в его невиновность и нанимает двух адвокатов Кондо и Ямамото, прося их добиться в суде оправдания для своего возлюбленного. Кондо тщательно ознакомившись с делом, приходит к выводу, что преступление было совершено одним человеком и опровергает утверждения прокурора о том, что преступление совершено несколькими лицами. Казалось бы дело разваливается и можно ожидать оправдательного вердикта, однако в последний день Кодзима даёт на суде абсурдные показания, плюс свидетельство нечистоплотного полицейского Нигисаки, и суд приговаривает парней к долгим годам тюремного заключения, а Уэмуру — к смертной казни.

## В ролях
- Кодзиро Кусанаги — Сэйдзи Уэмура
- Сатико Хидари — Канэко Нагаи, его невеста
- Такэтоси Найто — адвокат Кондо
- Тёко Иида — Цуна Уэмура, мать Сэйдзи
- Тэруо Мацуяма — Такэси Кодзима
- Итиро Сугаи — адвокат Ямамото
- Ёси Като — Осима
- Дзюнкити Оримото — детектив Сугита
- Кю Садзанка — Акира Сираки
- Синсукэ Асида — Ёсии
- Таниэ Китабаяси — Сатоэ Миядзаки
- Со Ямамура — Юдзи
- Тайдзи Тонояма — Ухэй Мацумура
- Сэн Яно — Сокити Аоки
- Цутому Симомото — Кодзи Нисигаки, полицейский
- Масао Ода — детектив из Минагавы
- Исао Тамакава — Акира Симидзу
- Сидзуэ Нацукава — Ёсико Симидзу

## Премьеры
- — 27 марта 1956 года состоялась национальная премьера фильма в Токио[2]
- — европейская премьера фильма прошла в июле 1956 года в Чехословакии в рамках конкурсного показа фильма на Международном кинофестивале в Карловых Варах[3].
- — в июле 1957 года фильм демонстрировался в московском кинотеатре «Ударник» в рамках кинофестиваля, проходившего в дни VI Всемирного фестиваля молодёжи и студентов.

## О фильме
Спустя какое-то время после выхода книги Хироси Масаки в свет, продюсер и руководитель студии «Гэндай-про» Тэнго Ямада решил поставить по ней фильм. Он решил привлечь в качестве сценариста Синобу Хасимото (одного из наиболее почитаемых на тот момент в сценарном цехе, он был автором сценария только недавно прогремевшего на весь мир «Расёмона» Акиры Куросавы и других популярных лент, а режиссёром позвал Тадаси Имаи, также имевшего авторитетный статус. Ямада обратился с предложением совместной работы над этим проектом в кинокомпанию «Тоэй», которая согласилась на сотрудничество, учитывая популярность книги у широких масс и первоклассный съёмочный коллектив. Однако вскоре в кинокомпанию пришло уведомление от верховного суда о том, что «производство фильма желательно отложить до вынесения приговора». Тэнго Ямада также был вызван в верховный суд, где ему было сделано аналогичное заявление. Тогда же председатель верховного суда Котаро Танака на совещании судей дал им указание, что «судьи должны решительно сохранять независимость, невзирая на давление, оказываемое на них со стороны любых общественных сил, и в первую очередь со стороны журналистики». Начальник секретариата верховного суда Кэнбан Гокигами возмущался: «Нигде в мире невозможно найти пример, чтобы снимался кинофильм, темой которого было бы дело, находящееся в производстве».
Таким образом, вопреки желанию съёмочного коллектива, экранизация «Судьи» зашла в тупик. Все другие японские кинокомпании также получили предупреждения от верховного суда и отказались как финансировать фильм, так и прокатывать его. И здесь на помощь кинематографистам пришли профсоюзы. Профсоюз рабочих электропромышленности собрал со своих членов 10 миллионов иен на постановку фильма о рабочих-электриках. Но работа над этим проектом застопорилась. Предварительные организационные расходы поглотили около 1 миллиона иен, и профсоюз решил оставшиеся 9 миллионов позаимствовать съёмочной группе фильма «Мрак среди дня». Эта сумма была недостаточной для такого масштабного проекта, но всё же она послужила базой для начала работы. Весь съёмочный коллектив пребывал в нужде во время работы над этим фильмом, более того, они закладывали  свои личные вещи  и вырученные деньги отдавали для нужд съёмки. В конце концов кинофильм был закончен и выпущен.
Посмотрев киноленту, явились с повинной настоящие преступники. Тогда и выяснилось, что невиновные подвергались пыткам и возвели на себя ложные обвинения. После выпуска фильма верховный суд принял постановление о возврате дела Якай для повторного расследования.
Фильм имел неплохие кассовые сборы. Прокатом занималась небольшая компания «Докурицу эйга», выручившая в общей сложности 46 миллионов иен, но как отмечает критик Акира Ивасаки, сборы бы были во много раз большими, если бы прокатом занимались монополизировавшие японский кинорынок более крупные компании.

## Награды и номинации
...В «Мраке среди дня» мы видим мать юноши, по ошибке приговорённого к смертной казни, которая безропотно и стойко несёт своё горе. Под пристальным взором окружающих она продолжает прежнюю жизнь, она не плачет и не жалуется. Она не может обманывать себя надеждой, что обвиняемым объявят о судебной ошибке и выпустят их на волю. Она уже ни во что не верит и выбрасывает в реку жертвоприношения Будде. Печальные возлюбленные печально разговаривают о свадьбе, а на крышу амбара, где они укрылись, монотонно сыплет мелкий осенний дождь. Это незабываемые сцены. Настоящая сила, спокойная уверенность, сдержанная страсть — вот черты, присущие характеру Тадаси Имаи. Они и вдохнули жизнь в его фильм.
Кинопремия «Майнити»
- 11-я церемония награждения (за 1956 год)[6].

Выиграны:
- за лучший фильм 1956 года.
- за лучшую режиссёрскую работу — Тадаси Имаи.
- за лучший сценарий — Синобу Хасимото.
- за лучшую музыку к фильму — Акира Ифукубэ (ex aequo — «Бирманская арфа» и «Горящий демон»).

Кинопремия «Кинэма Дзюмпо»
- (1957 год) Выиграны:[7]

- за лучший фильм 1956 года.
- за лучшую режиссёрскую работу — Тадаси Имаи.

Кинопремия «Голубая лента»
- 7-я церемония награждения (за 1956 год) Выиграны:[7]

- за лучший фильм 1956 года.
- за лучшую режиссёрскую работу — Тадаси Имаи.
- за лучший сценарий — Синобу Хасимото.

Международный кинофестиваль в Карловых Варах
- IX Международный кинофестиваль в Карловых Варах (1956)

:* премия борьбы за всемирный прогресс.
VI Всемирный фестиваль молодёжи и студентов
(Москва, 1957)
- Золотая медаль.